# Gare de Jasper

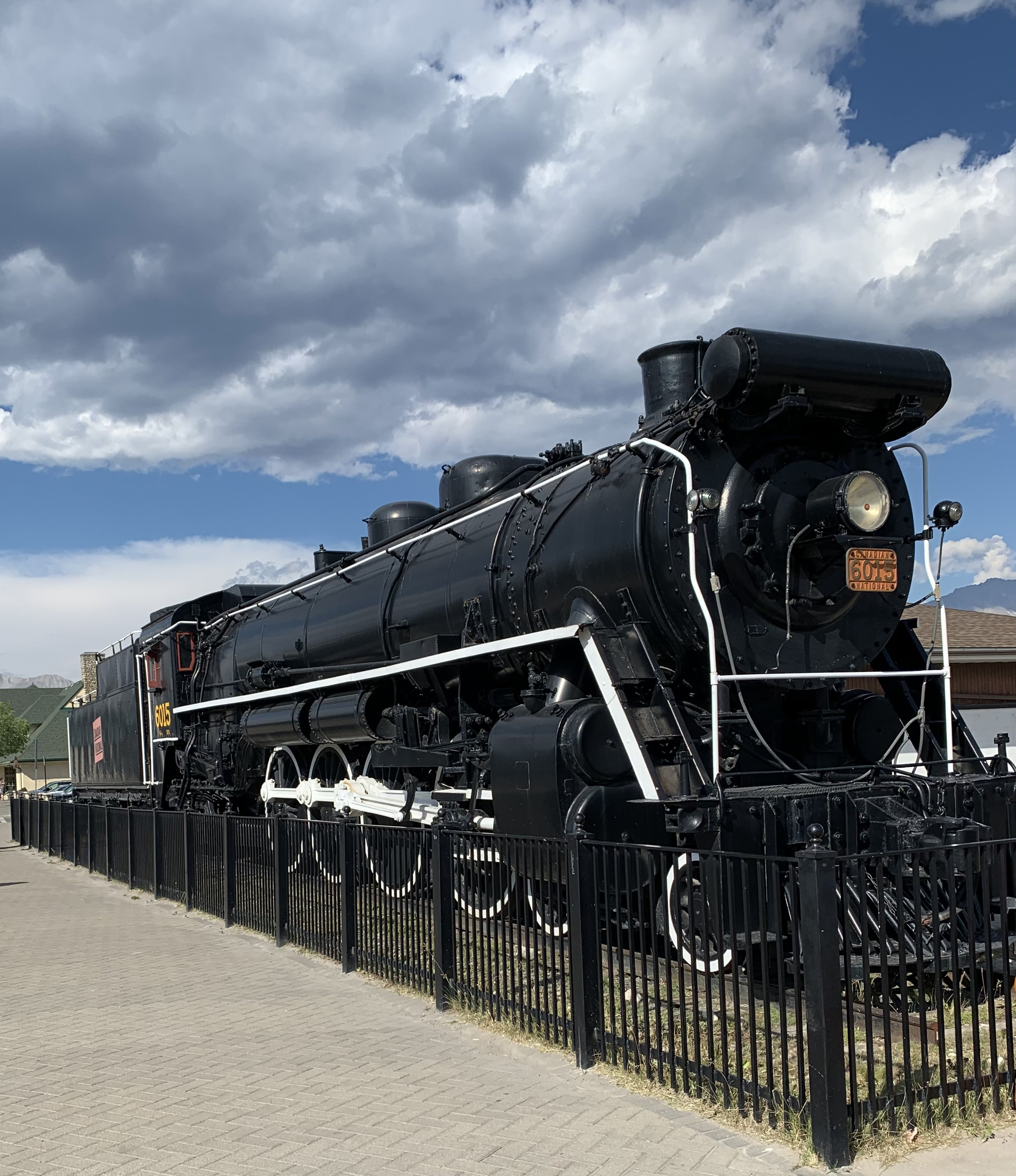
Train de la gare de Jasper.

La gare de Jasper est une gare ferroviaire canadienne, située dans la ville de Jasper en Alberta.
Son bâtiment ouvert en 1925 est classé gare patrimoniale.
C'est une gare desservie par des trains Via Rail Canada et Rocky Mountaineer company.

## Histoire

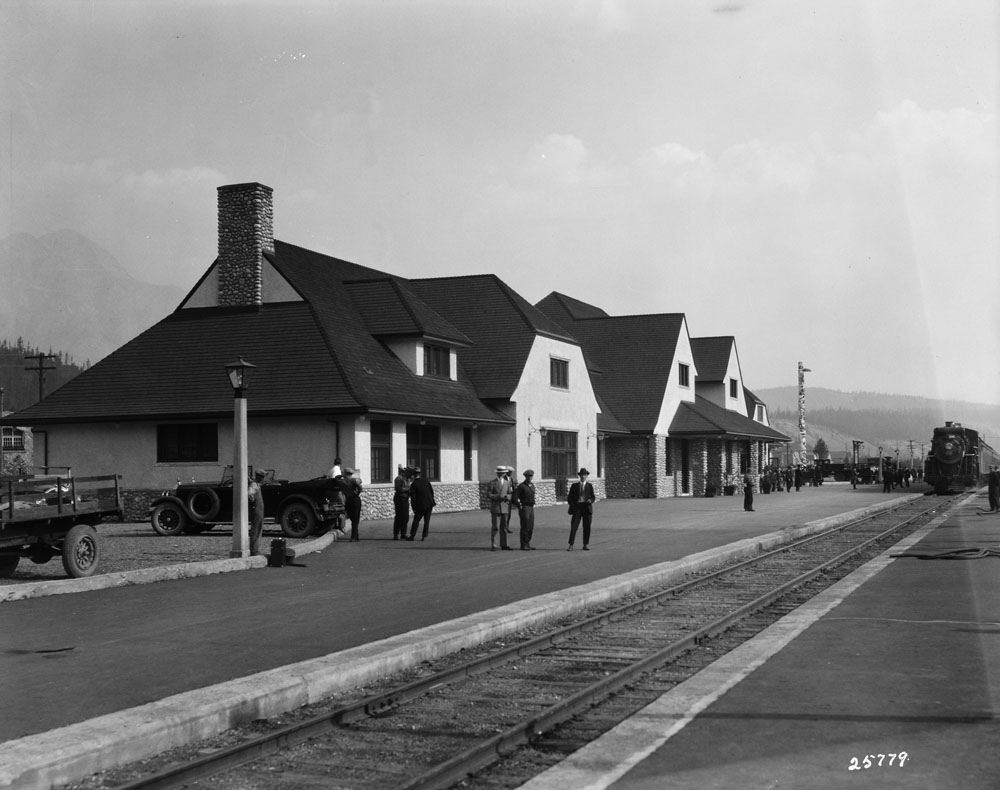
La gare en 1926. Un Mât totémique à la droite de l'image.

La gare de Jasper a été construite en 1925 selon les plans de la division de l'architecture du Canadien National (CN) à Winnipeg. Elle est située à l'emplacement de la gare de triage des anciennes compagnies Canadian Northern Railway et Grand Trunk Pacific Railway, qui avait été nationalisées deux ans plus tôt. Elle a été construite selon un plan non conventionnel, mélangeant le style Arts and Crafts et le style rustique des parcs nationaux.

## Patrimoine ferroviaire
La gare a été désignée gare ferroviaire patrimoniale le 1er juin 1992. Elle a été classée édifice fédéral du patrimoine le 25 août 1994.